# Брифинг
Брифинг (енгл. briefing) јесте англицизам који потиче од енглеске речи brief, што значи информисати, дати упутства, али исто тако као придев (briefly) значи и кратак, лак, површан, плитак.
Вероватно да води порекло од немачке речи brief што значи писмо, али као саставни део сложенице често означава било прикупљање различитих података, информација, опис, статистику, па чак и потерницу, укратко списак података о нечему за неке потребе.
Такође, у англосаксонском правном систему "brief" означава кратку форму неког акта (од латинског brevis, кратак).

## Употреба
У задње време брифинг је у веома широкој употреби, поготово међу новинарима, и ако ни сами најчешће не знају право значење, а самим тим ни употребу речи.
Брифинг први пут се јавља у војној употреби где означава кратки увод и упознавање са неком операцијом тј. акцијом. Чешће се пре мислило на већ реализовану операцију која из неких разлога није успела па је због тога било потребе упознати одређени кадар са тим, без потребе наводећи разлоге, барем не детаљно упуштајући се у њих, одатле највероватније и изворно значење површно информисање. Са овог становишта најбољи превод би био кратки извештај.
Касније реч је ушла у употребу међу оглашивачима, где се под брифингом сматрало прикупљањем различитих података о тржишту и приликама на њему. Код нас се најчешће то своди на пуко састанчење, најчешће прелиминарно.